# Thaumaglossa indiana
Thaumaglossa indiana es una especie de escarabajo de piel del género Thaumaglossa, de la familia Dermestidae, orden Coleoptera. Mide aproximadamente 2,8-3,2 mm de longitud.

## Distribución
Se distribuye por Asia: al norte de la India.

## Taxonomía
Fue descrita por Veer, Chauhan & Singh en 2004.